# Crkva sv. Ladislava (Podgorje Bistričko)
Crkva sv. Ladislava  je rimokatolička crkva u mjestu Podgorje Bistričko, općini Marija Bistrica.

## Opis
Jednobrodna crkva s pravokutnim, poligonalno zaključenim svetištem, smještena je uz cestu u naselju Podgorje Bistričko. Današnji izgled dobila je nakon preuređenja stare kapele iz 1726. g., stradale prilikom potresa 1880. g. Rekonstrukcija se izvodila po nacrtima Hermana Bolléa, koji je srušio sakristiju, produžio zidove broda, povećao prozore i dodao drveni tornjić izrezbaren oblicima „gotskog romantičnog“ stila. U svetištu je barokni oltar Majke Božje Žalosne, dopremljen u kapelu 1959. iz Huma Bistričkog. Spada u sakralne objekte Hrvatskog zagorja zahvaćene neostilskim promjenama krajem 19. st.

## Zaštita
Pod oznakom Z-2363 zavedena je kao nepokretno kulturno dobro - pojedinačno, pravnog statusa zaštićena kulturnog dobra, klasificirano kao "sakralna graditeljska baština".